# 前南斯拉夫问题国际刑事法庭

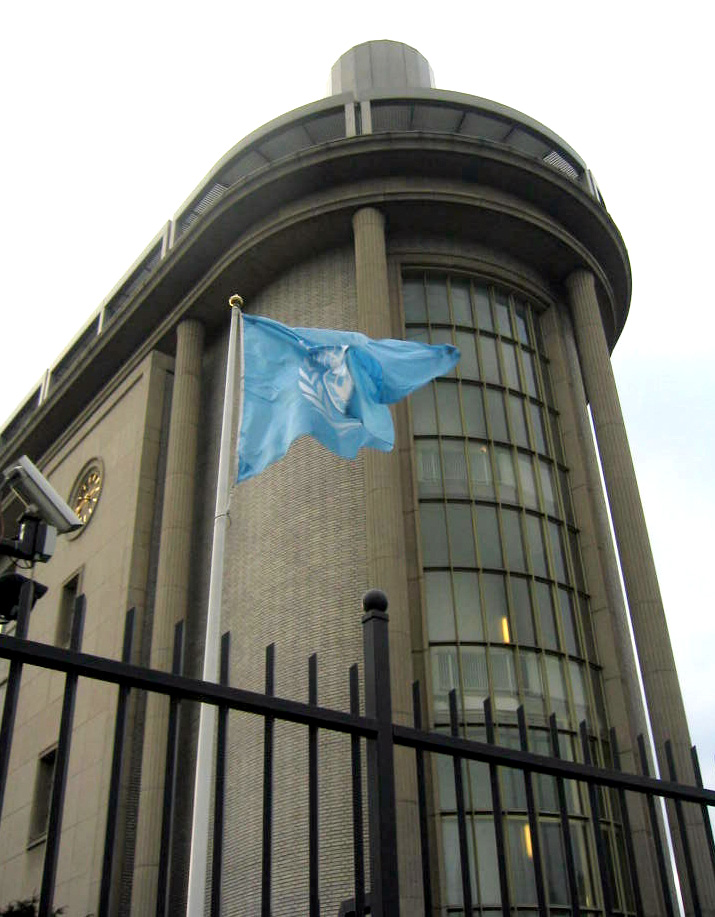
位於海牙的法庭建築

審理起訴1991年起發生於前南斯拉夫地區嚴重違反國際人道法罪行人物之國際法庭，簡稱前南斯拉夫问题国际刑事法庭（英語：International Criminal Tribunal for the former Yugoslavia，簡寫为ICTY、前南刑庭）是聯合國建立的組織，負責起訴於前南斯拉夫内战期間發生的重大罪行以及申訴斯洛波丹·米洛塞維奇等施罪者，該法庭位於荷蘭的海牙，性質上為臨時法庭。

## 历史
該法庭最早是由德國外交部長克勞斯·金克爾所倡議，並根據1993年5月25日於聯合國安全理事會通過的聯合國安理會827號決議而建立。2017年12月21日，在经历24年运作之后于当地时间21日正式关闭。